# 靜電放電材料

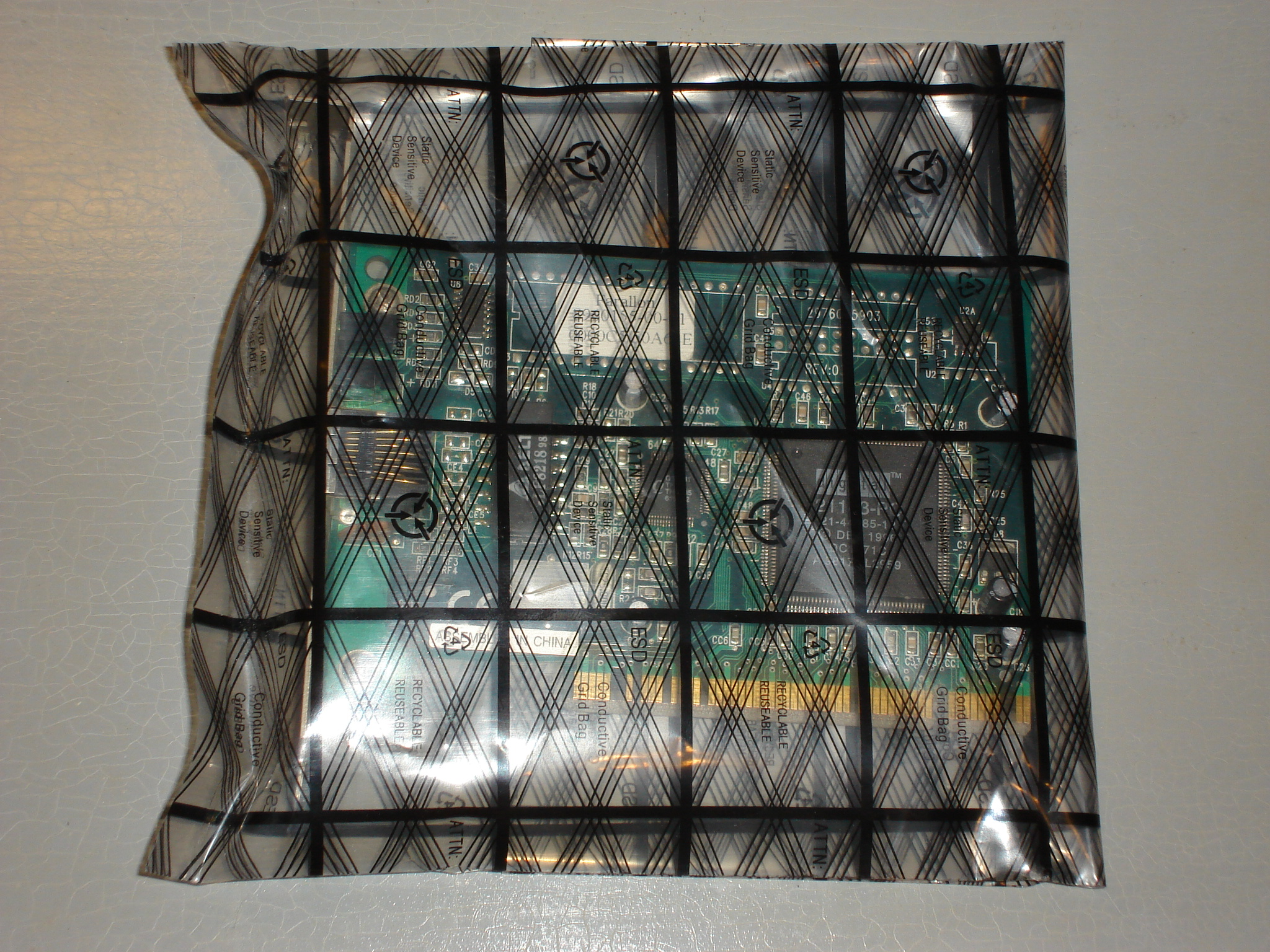
一張以ESD袋包裝的電腦介面卡

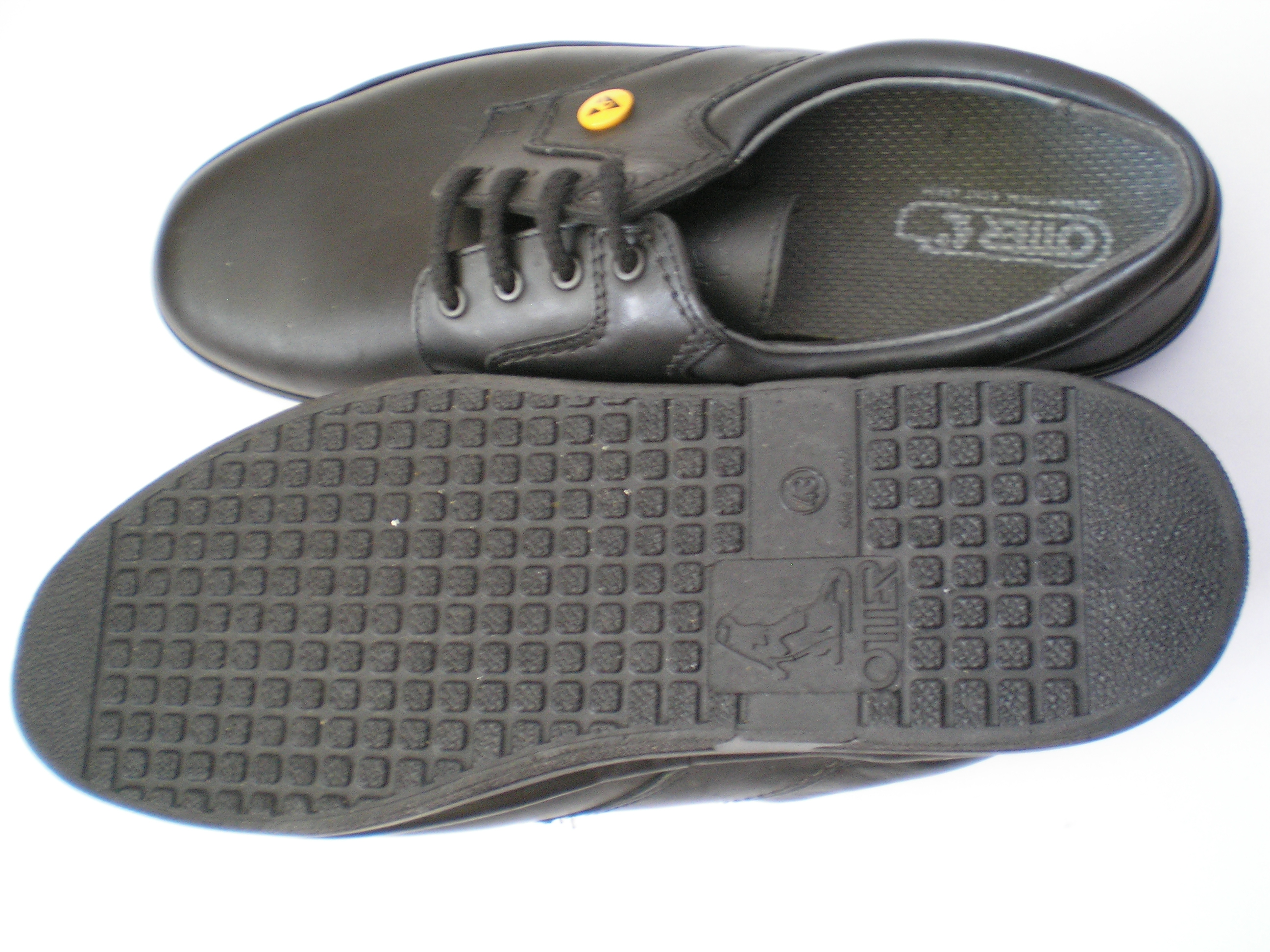
防靜電鞋

靜電放電材料(ESD 材料, ESD 為 Electrostatic Discharge 的通用簡寫)，或稱防靜電材料，是能夠減少静电，以保護靜電敏感設備與易燃氣體或液體的材料，通常為一種特殊的塑膠、矽膠、或橡膠材質。

## 材料分類
靜電放電材料通常依照相關特性分為以下幾類：抗靜電或稱防靜電(Anti-static)、導電(Conductive)、靜電消散(Dissipative)
| 表面電阻 (Ω/sq) | < 10−3 | 10−3 to 1      | 1 to 103 | 103 to 105                                        | 105 to 109                              | 109 to 1012                       | > 1013                                      |
| 材料            | 金屬類 | 碳類           | 屏蔽     | 導電                                              | 靜電消散                                | 防靜電                            | 絕緣                                        |
| 說明            |        | 碳粉末與碳纖維 |          | 無初始電荷。提供電荷洩放的途徑。 典型顏色是黑色。 | 無或低初始電荷。 防止經由人體接觸放電。 | 初始電荷受抑制。 典型顏色是粉色。 | 絕緣體與基礎聚合物。 此類不是靜電放電材料。 |

### 導電
導電材料的電阻低，因此電子可以容易的流過這些材料的表面或內部。 電荷會流向大地或與材料接觸的另一個導電物體。

### 靜電消散
與導電材料相比，靜電消散材料可以使電荷以更受控的較慢方式流到大地或其他導體。

### 防靜電
防靜電材料通常是指抑制摩擦生電的任何材料。 摩擦生電是由於摩擦或與另一種材料接觸而形成的靜電荷。

### 絕緣
絕緣材料可防止或限制電子通過其表面或體內。 絕緣材料具有很高的電阻並且很難接地，因此不是ESD材料。 這些材料上的靜電荷會保留很長的時間。

## 延伸閱讀
- The Wiley Encyclopedia of Packaging Technology; 1st Edition; Kit. L. Yam; John Wiley & Sons; 1353 pages; 2009; ISBN 978-0-470-08704-6.
- Plastics Additives Handbook; 6th Edition; Zweifel, Maier, Schiller; Hanser Publications; 1222 pages; 2009; ISBN 978-1569904305.
- Handbook of Conducting Polymers; 3rd Edition; Skotheim and Reynolds; CRC Press; 1680 pages; 2007; ISBN 978-1574446654.
- Conductive Polymers and Plastics: In Industrial Applications; 1st Edition; Larry Rupprecht; Elsevier; 293 pages; 1999; ISBN 978-0815516569.
- Plastics Additives and Modifiers Handbook ; 1st Edition; Jesse Edenbaum; Springer; 1136 pages; 1992; ISBN 978-0442234508.
- Metal-Filled Polymers: Properties and Applications; 1st Edition; S.K. Bhattacharya; CRC Press; 376 pages; 1986; ISBN 978-0824775551.

## 外部鏈接
- . 實作派電子實驗室. 2019-07-29  [2019-11-20]. （原始内容存档于2021-03-04）.
- . 加耐力油封有限公司. 2019-07-29  [2019-11-20]. （原始内容存档于2019-12-28）.
- . 2012-10-10  [2019-11-20].[]
- ESD packaging advice （页面存档备份，存于） - Intel
- Workmanship Manual for Electrostatic Discharge Control  （页面存档备份，存于） - NASA